# Accastillage (navire)
Pour les articles homonymes, voir Accastillage.

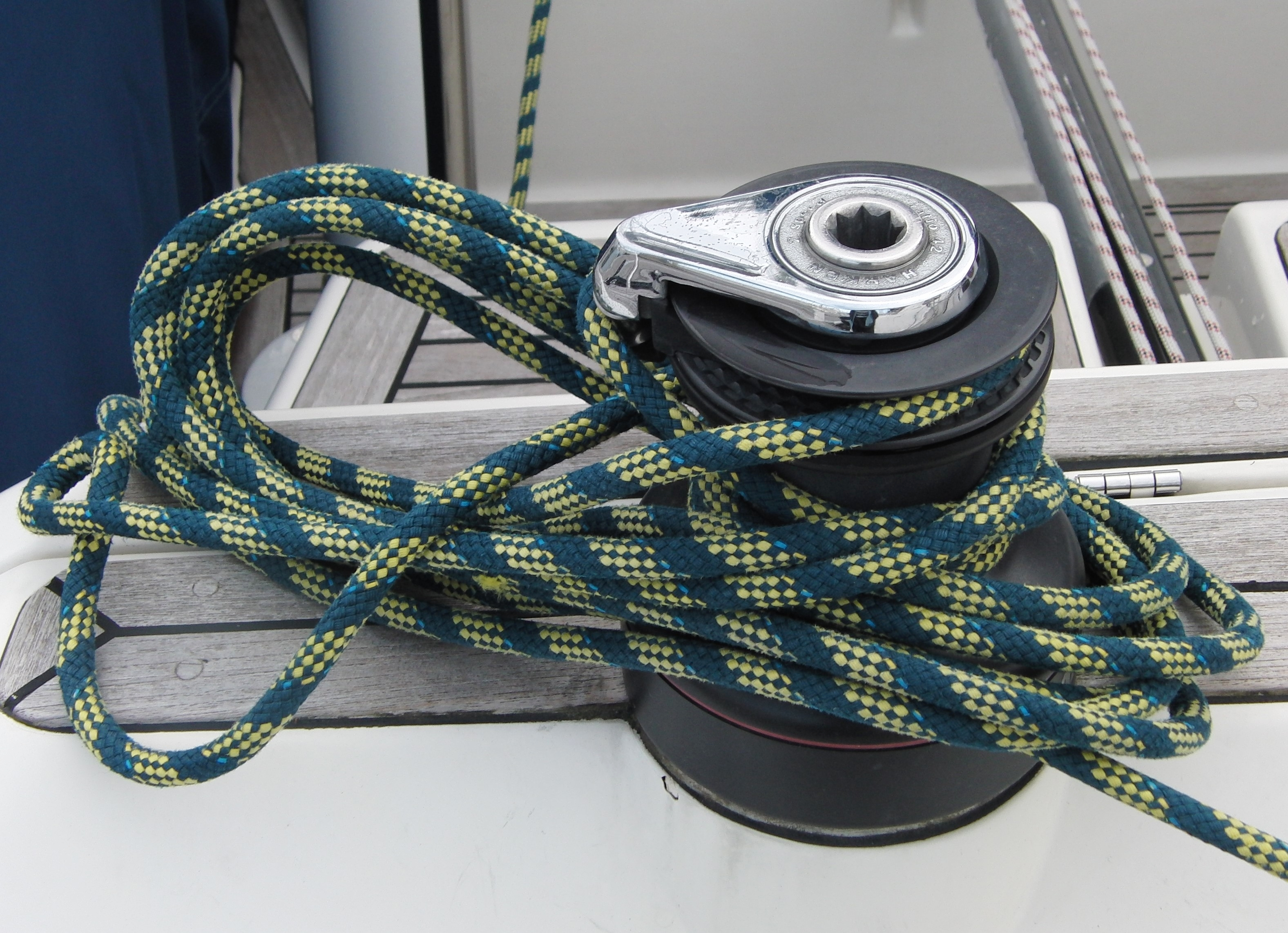
Winch type Harken, 2 speed (ratio 42).

L'accastillage est l'ensemble des accessoires de pont (tels que les manilles, mousquetons, treuil, etc.) qui servent aux manœuvres des voiles d’un navire de faible tonnage, particulièrement en navigation de plaisance et sur les yachts.

## Origines
Ce mot, dérivant de castel, s'appliquait autrefois aux châteaux d'avant et d'arrière, richement décorés. Il impliquait l'idée d'installation, de décoration des superstructures.